# Rattlesnake River
De Rattlesnake River is een 5,9 km lange rivier in de Amerikaanse staat New Hampshire die ontspringt in Farmington en uitmondt in de Cocheco River.